# Argos Comunicación
 (août 2024).
Si vous disposez d'ouvrages ou d'articles de référence ou si vous connaissez des sites web de qualité traitant du thème abordé ici, merci de compléter l'article en donnant les références utiles à sa vérifiabilité et en les liant à la section « Notes et références ».
Argos Media Group (anciennement Argos Comunicación) est une société de production mexicaine indépendante contenant des médias tels que la télévision et le cinéma. 
Elle a produit Backyard: el traspatio (The Backyard), Sexo, pudor y lágrimas (Le sexe, la pudeur et des larmes) ou Hidalgo: La historia jamás contada (Hidalgo: The Untold Story), des films ou des séries comme Capadocia (Cappadocce). Ses propositions à la fin des années 90 ont contribué à transformer le genre du feuilleton au Mexique dans des séries télévisées. 
Actuellement, Argos Media Group est dirigée par Epigmenio Ibarra, qui a été pendant de nombreuses années un correspondant de guerre. Argos Media Group a une école spécialisée Casazul; qui offre des programmes dans le domaine de l'action et de la production, ainsi que des espaces d'expression artistique. Argos Media Group produit des films, des telenovelas pour la télévision et fait aussi de la publicité pour des entreprises comme Discovery Networks, HBO, TV Azteca, Telemundo, ESPN, Venevisión, RCTV, Disney Channel, Cadenatres, MTV, Rede Globo. En outre, elle loue aussi ses studios pour la télévision. ESPN est actuellement louer pour des installations dans des études et des programmes comme le Fútbol Picante (Football Picante) et SportsCenter qui y sont émis.

## Telenovelas
| #  | Année | Telenovela                | Producteur Executif                      | Réseau            |
| -- | ----- | ------------------------- | ---------------------------------------- | ----------------- |
| 01 | 1996  | Nada personal             | Maika Bernard                            | TV Azteca         |
| 02 | 1997  | Mirada de mujer           | Marcela Mejía                            | TV Azteca         |
| 03 | 1997  | Demasiado corazón         | Sachiko Uzeta                            | TV Azteca         |
| 04 | 1998  | Tentaciones               | Marcela Mejía                            | TV Azteca         |
| 05 | 1998  | El amor de mi vida        | Mónica Skorlich                          | TV Azteca         |
| 06 | 1999  | La vida en el espejo      | Marcela Mejía                            | TV Azteca         |
| 07 | 2000  | Todo por amor             | Mónica Skorlich                          | TV Azteca         |
| 08 | 2001  | Cara o cruz               | Carlos Resendi                           | Telemundo         |
| 09 | 2002  | Daniela                   | Patricia Benítez Laucín                  | Telemundo         |
| 10 | 2003  | Ladrón de corazones       | Sachiko Uzeta                            | Telemundo         |
| 11 | 2003  | El alma herida            | Marcela Mejía                            | Telemundo         |
| 12 | 2004  | Gitanas                   | Rafael Urióstegui Iván Aranda            | Telemundo         |
| 13 | 2005  | Los Plateados             | Marcela Mejía                            | Telemundo         |
| 14 | 2005  | Corazón partido           | Daniel Camhi                             | Telemundo         |
| 15 | 2006  | Marina                    | Rafael Urióstegui Mary Kathryn Kennedy   | Telemundo         |
| 16 | 2007  | Mientras haya vida        | Marcela Mejía                            | TV Azteca         |
| 17 | 2008  | Vivir sin ti              | Daniel Camhi                             | TV Azteca         |
| 18 | 2008  | Deseo prohíbido           | Iván Aranda                              | TV Azteca         |
| 19 | 2010  | Las Aparicio              | Daniel Camhi                             | Cadenatres        |
| 20 | 2011  | El sexo débil             | Daniel Camhi                             | Cadenatres        |
| 21 | 2011  | Bienvenida realidad       | Gabriela Valentán                        | Cadenatres        |
| 22 | 2011  | El octavo mandamiento     | Carlos Resendi                           | Cadenatres        |
| 23 | 2012  | Infames                   | Daniel Camhi                             | Cadenatres        |
| 24 | 2012  | Rosa diamante             | Marcela Mejía                            | Telemundo         |
| 25 | 2012  | Último año                | Carlos Resendi                           | MTV Latinoamérica |
| 26 | 2013  | La patrona                | Gabriela Valentán                        | Telemundo         |
| 27 | 2013  | El Señor de los Cielos    | Marcela Mejía                            | Telemundo         |
| 28 | 2013  | Fortuna                   | Carlos Resendi                           | Cadenatres        |
| 29 | 2013  | Niñas mal                 | Diego Bonaparte                          | MTV Latinoamérica |
| 30 | 2013  | Las trampas del deseo     | Rocío Barajas                            | Cadenatres        |
| 31 | 2014  | La impostora              | Daniel Camhi                             | Telemundo         |
| 32 | 2014  | Camelia la Texana         | Diego Ramón Bravo                        | Telemundo         |
| 33 | 2014  | El Señor de los Cielos 2  | Marcela Mejía                            | Telemundo         |
| 34 | 2014  | Señora Acero              | Ana Graciela Ugalde                      | Telemundo         |
| 35 | 2014  | Los miserables            | Araceli Sánchez Mariscal                 | Telemundo         |
| 36 | 2015  | El Señor de los Cielos 3  | Marcela Mejía                            | Telemundo         |
| 37 | 2015  | Señora Acero 2            | Ana Graciela Ugalde                      | Telemundo         |
| 38 | 2015  | Vuelve temprano           | Carlos Resendi                           | Imagen Televisión |
| 39 | 2016  | El Señor de los Cielos 4  | Marcela Mejia                            | Telemundo         |
| 40 | 2016  | Señora Acero 3, la Coyote | Mónica Francesca Vizzi                   | Telemundo         |
| 41 | 2016  | La doña                   | Gabriela Valentán                        | Telemundo         |
| 42 | 2016  | El Chema                  | Patricia Benítez Laucín Mauricio Ochmann | Telemundo         |
| 43 | 2017  | El Señor de los Cielos 5  | Mónica Francesca Vizzi                   | Telemundo         |
| 44 | 2017  | Señora Acero 4, la Coyote | Ana Graciela Ugalde                      | Telemundo         |
| 45 | 2018  | Al otro lado del muro     | David Posada                             | Telemundo         |
| 46 | 2018  | Enemigo íntimo            | Mónica Francesca Vizzi                   | Telemundo         |
| 47 | 2018  | El Señor de los Cielos 6  | Mónica Francesca Vizzi                   | Telemundo         |
| 48 | 2018  | Falsa identidad           | Iván Aranda                              | Telemundo         |
| 49 | 2018  | Señora Acero 5            | Marcos Santana                           | Telemundo         |
| 50 | 2019  | Preso No. 1               | Marcel Ferrer                            | Telemundo         |
| 51 | 2019  | El Señor de los Cielos 7  | Mónica Francesca Vizzi                   | Telemundo         |
| 52 | 2020  | La doña 2                 | Marcos Santana                           | Telemundo         |

## Séries
| #  | Année | Série                    | Producteur                        | Réseau              |
| -- | ----- | ------------------------ | --------------------------------- | ------------------- |
| 01 | 2002  | La virgen de Guadalupe   | Carlos Resendi                    | Telemundo           |
| 02 | 2004  | Zapata, amor en rebeldía | Sachiko Uzeta                     | Telemundo           |
| 03 | 2008  | Capadocia                | Andrés Tagliavini                 | HBO Latinoamérica   |
| 04 | 2010  | Capadocia 2              | Marcela Mejía                     | HBO Latinoamérica   |
| 05 | 2012  | Capadocia 3              | Marcela Mejía                     | HBO Latinoamérica   |
| 06 | 2014  | Dos Lunas                | Marcela Mejía                     | Cadenatres MundoFox |
| 07 | 2017  | Ingobernable             | Ana Graciela Ugalde Rocío Barajas | Netflix             |

### Sources
- (es) Cet article est partiellement ou en totalité issu de l’article de Wikipédia en espagnol intitulé « Anexo:Argos Comunicación » (voir la liste des auteurs).